# Yuta Watanabe (bádminton)
Yuta Watanabe (en japonés: 渡辺勇大, Watanabe Yuta; Tokio, 13 de junio de 1997) es un deportista japonés que compite en bádminton, en la modalidad de dobles mixto.
Participó en dos Juegos Olímpicos de Verano, obteniendo dos medallas de bronce, en Tokio 2020 y París 2024, ambas en la prueba de dobles mixto (junto con Arisa Higashino).
Ganó cuatro medallas en el Campeonato Mundial de Bádminton entre los años 2019 y 2023. En los Juegos Asiáticos consiguió tres medallas, bronce en 2018 y plata y bronce en 2022.

## Palmarés internacional
| Juegos Olímpicos   | Juegos Olímpicos       | Juegos Olímpicos  | Juegos Olímpicos |
| Año                | Lugar                  | Medalla           | Prueba           |
| ------------------ | ---------------------- | ----------------- | ---------------- |
| 2020               | Tokio (Japón)          | Medalla de bronce | Dobles mixto     |
| 2024               | París (Francia)        | Medalla de bronce | Dobles mixto     |
| Campeonato Mundial |                        |                   |                  |
| Año                | Lugar                  | Medalla           | Prueba           |
| 2019               | Basilea (Suiza)        | Medalla de bronce | Dobles mixto     |
| 2021               | Huelva (España)        | Medalla de plata  | Dobles mixto     |
| 2022               | Tokio (Japón)          | Medalla de plata  | Dobles mixto     |
| 2023               | Copenhague (Dinamarca) | Medalla de bronce | Dobles mixto     |
| Juegos Asiáticos   |                        |                   |                  |
| Año                | Lugar                  | Medalla           | Prueba           |
| 2018               | Yakarta (Indonesia)    | Medalla de bronce | Equipo           |
| 2022               | Hangzhou (China)       | Medalla de plata  | Dobles mixto     |
| 2022               | Hangzhou (China)       | Medalla de bronce | Equipo           |